# Arrondissement di Clermont
L'arrondissement di Clermont è un arrondissement dipartimentale della Francia situato nel dipartimento dell'Oise, nella regione dell'Alta Francia.

## Storia
Fu creato nel 1800, sulla base dei preesistenti distretti. Soppresso nel 1926, fu ricostituito nel 1942.

## Composizione
L'arrondissement è composto da 146 comuni raggruppati in 7 cantoni:
- cantone di Breteuil
- cantone di Clermont
- cantone di Froissy
- cantone di Liancourt
- cantone di Maignelay-Montigny
- cantone di Mouy
- cantone di Saint-Just-en-Chaussée